# Novopskov
Novopskov (ukrajinsky i rusky Новопсков) je sídlo městského typu v Luhanské oblasti na Ukrajině. Leží u ústí Kamjanky do Ajdaru ve vzdálenosti 130 kilometrů na sever od Luhanska, správního střediska celé oblasti. V roce 2013 v něm žilo bezmála devět tisíc obyvatel.
Nejbližší nádraží je 34 kilometrů jižně ve Starobilsku.

## Historie
Novopskov byl založen v polovině 17. století ruskými a ukrajinskými rolníky uprchlými z nevolnictví pod názvem Zakamjanka (Закам'янка). V roce 1708 poslal car Petr I. Veliký proti vesnici trestnou výpravu, která ji srovnala se zemí. V roce 1829 zde byla usídlena vojenská posádka a jméno místa bylo změněno podle Pskova.
Za druhé světové války byla obec obsazena 10. června 1942 německou armádou a dobyta zpět Rudou armádou 23. ledna 1943.
Od roku 1957 je Novopskov sídlem městského typu.
V letech 1975–1979 byl přes Novopskov postaven plynovod Sojuz.

### Vývoj počtu obyvatel
| 1959 | 1970 | 1979 | 1989 | 2001   | 2016 |
| ---- | ---- | ---- | ---- | ------ | ---- |
| 4185 | 6168 | 7724 | 9062 | 10 115 | 9859 |

Zdroj: